# Vysoká (berg i Tjeckien, Södra Böhmen)
Vysoká är ett berg i Tjeckien.   Det ligger i regionen Södra Böhmen, i den södra delen av landet, 150 km söder om huvudstaden Prag. Toppen på Vysoká är 1 034 meter över havet, eller 189 meter över den omgivande terrängen. Bredden vid basen är 9,1 km.
Terrängen runt Vysoká är huvudsakligen kuperad, men norrut är den platt. Runt Vysoká är det ganska glesbefolkat, med 48 invånare per kvadratkilometer. Närmaste större samhälle är Trhové Sviny, 16,0 km nordväst om Vysoká. I omgivningarna runt Vysoká växer i huvudsak barrskog.